# Zaltbommel
Zaltbommel là một đô thị và thành phố của Hà Lan. Thị xã Zaltbommel được đề cập lần đầu tiên với tên "Bomela" vào năm 850. Zaltbommel nhận tư cách thành phố năm 1231, và được cấp lại tư cách này năm 1316.
Đô thị Zaltbommel hiện nay đã được thành lập ngày 1 tháng 1 năm 1999, thông qua việc sáp nhập các đô thị Brakel, Kerkwijk and Zaltbommel. Đô thị này tọa lạc ở trung tâm Hà Lan, gần đường ô tô A2, tuyến đường ray từ Utrecht đế 's-Hertogenbosch và các sông Waal và Maas.

## Trung tâm dân cư
Aalst, Bern, Brakel, Bruchem, Delwijnen, Gameren, Kerkwijk, Nederhemert, Nieuwaal, Poederoijen, Zaltbommel và Zuilichem.
Thành phố Zaltbommel, bao gồm 13 trung tâm dân cư với dân số 26.187 người vào thời điểm ngày 1 tháng 1 năm 2008.
|             | 1-1-2007 | 1-1-2008 |
| Aalst       | 1.914    | 1.908    |
| Bern        | 39       | 38       |
| Brakel      | 2.893    | 2.882    |
| Bruchem     | 1.676    | 1.671    |
| Delwijnen   | 368      | 366      |
| Gameren     | 2.104    | 2.121    |
| Kerkwijk    | 496      | 507      |
| Nederhemert | 1.497    | 1.496    |
| Nieuwaal    | 701      | 710      |
| Poederoijen | 943      | 961      |
| Zaltbommel  | 11.934   | 11.877   |
| Zuilichem   | 1.640    | 1.650    |
| Totaal      | 26.205   | 26.187   |

## Nhân vật nổi bật sinh ra ở Zaltbommel
- Maarten van Rossum, (ca. 1490 - 1555), nhà quân sự
- Lucas Vorsterman (1595 - 1675), thợ khắc
- Hendrik Antonie Lodewijk Hamelberg (1826 - 1896), tổng lãnh sự và đặc sử của Orange Free State
- Gerard Philips (1858 - 1942), nhà công nghiệp, người sáng lập Philips Electronics